# Higashiomi
Higashiomi (東近江 -shi) é uma cidade japonesa localizada na província de Shiga.
Em 2005 a cidade tinha uma população estimada em 77 362 habitantes e uma densidade populacional de 243 h/km². Tem uma área total de 318 km².
Recebeu o estatuto de cidade a 11 de Fevereiro de 2005.